# Nenad Videka
Nenad Videka (29. siječnja 1968.) hrvatski je košarkaški trener, bivši košarkaš i jugoslavenski kadetski reprezentativac.

## Životopis
Videka je igrao 1980-ih i 1990-ih, na položaju beka. Odlikovao ga je visok odraz, što je često koristio za zakucavanja. Po utakmici je redovito postizao po 20 koševa.
Bio je obećavajuća zvijezda u tadašnjoj Jugoplastici, zajedno s Dinom Rađom i Tonijem Kukočem.

## Igračka karijera

### Klupska karijera
U karijeri je igrao za Split, Slobodu iz Tuzle, Alkara iz Sinja, KK Amforu iz Makarske itd.

## Trenerska karijera
Videka je trener KOŠ Posojilnica Bank iz Klagenfurta.